# Darija Denysová
Darija Andriivna Denysová (* 19. července 1989 Charkov) je ukrajinská malířka, knižní ilustrátorka a členka Ukrajinské národní malířské komunity, která se angažuje v uměleckém hnutí Happy Art (Šťastné umění).

## Biografie
Darija Denysová se narodila do umělecké rodiny. Její otec Andrij Vadimovyč Denysov je muralistický malíř a její matka Svitlana Viktorivna Denysová je architektka, která kromě toho vede dětský umělecký kroužek. Oba rodiče Dariu od mala podporovali v jejím zájmu o výtvarné umění a aktivně podporovali její umělecký rozvoj, pomohli jí osvojit si různé výtvarné techniky a zlepšovat své dovednosti.
Darija Denysová nastoupila v patnácti letech na umělecké lyceum, odkud pokračovala na Charkovskou státní akademii designu a výtvarných umění, na které získala ve dvaadvaceti červený diplom.
Spolu se svým manželem Darija Denysová navštívila řadu zemí, mezi nimi Spojené státy, Španělsko, Kambodžu, Thajsko, Indii a Srí Lanku, Černou Horu, Srbsko nebo také Bosnu a Hercegovinu. Z každé z takových cest si přivezla inspiraci pro vytvoření nové kolekce obrazů. Ty jsou pak často vystavovány právě v té zemi, která umělkyni inspirovala k jejich vytvoření.
V roce 2015 se stala členkou Ukrajinské národní malířské komunity.

## Umění

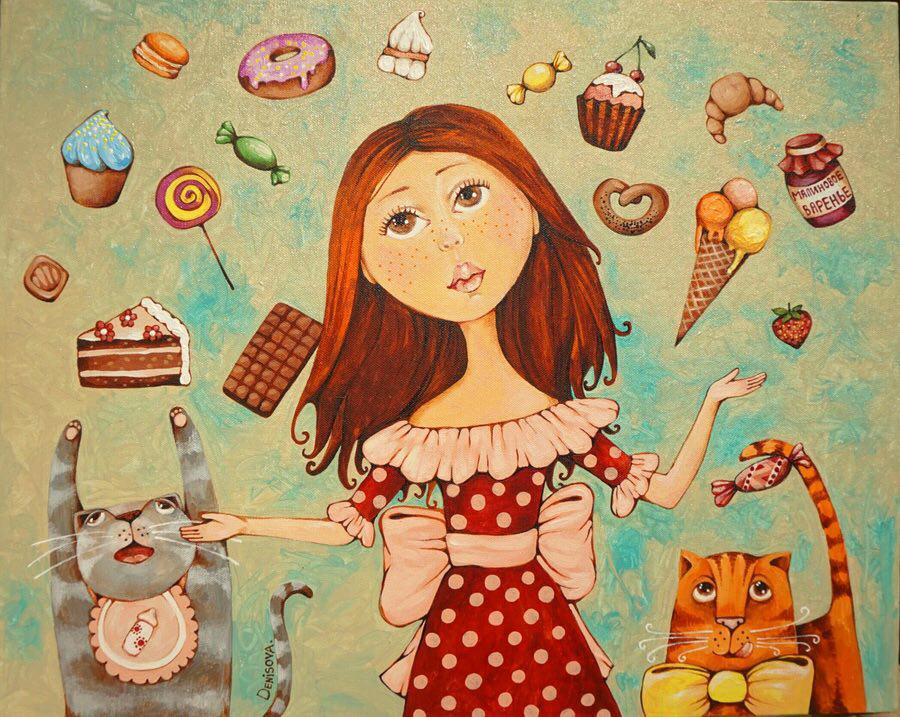
Ilustrace z dětské knihy

Už v dětství začala Denysová experimentovat s výtvarnými technikami i zobrazovanými motivy. Například namalovala kostel ve městě Buddy na Ukrajině. V současnosti čerpá malířka inspiraci hlavně z cestování do zámořských destinací a z rodinného kruhu. Nejčastěji ztvárňované motivy jsou kočky a lidské postavy v pohádkových a romantických scénách. Na obrazech inspirovaných cestami jsou pomerančovníky, tančící indiánky či turisté odpočívající u moře.
Darija Denysová se hlásí k hnutí Happy Art (Šťastné umění).
Obrazy Darii Denysové se vystavují po celém světě. Velká část obrazů se nachází mimo malířčinu rodnou Ukrajinu, a sice ve Spojených státech, v Rusku, Izraeli a Indii, kde malířka strávila několik měsíců. Jsou součástmi jak depozitářů galerií výtvarného umění, tak soukromých sbírek.
Kromě vlastní svobodné tvorby se věnuje ilustraci knih.